# Lista siturilor arheologice din județul Olt - G
Lista siturilor arheologice din județul Olt - G conține toate siturile arheologice din județul Olt înscrise în Repertoriul Arheologic Național (RAN) și aflate în localități al căror nume începe cu litera G. RAN este administrat de Ministerul Culturii și Patrimoniului Național și cuprinde date științifice, cartografice, topografice, imagini și planuri, precum și orice alte informații privitoare la zonele cu potențial arheologic, studiate sau nu, încă existente sau dispărute.
Puteți căuta un sit din localitățile care încep cu litera G folosind formularul de mai jos sau puteți naviga prin toate siturile din județ la Lista siturilor arheologice din județul Olt.
| Cod RAN                                   | Denumire | Localitate                        | Adresă        | Datare          | Descoperit | Coordonate                                 | Imagine           | Erori            |
| ----------------------------------------- | --- | --------------------------------- | ------------- | --------------- | ---------- | ------------------------------------------ | ----------------- | ---------------- |
| 127073.01.01 (Cod LMI: OT-I-m-B-08506.04) | Situl arheologic de la Găneasa - "Vîlcea" / ansamblu anonim (Categorie: locuire civilă) (Tip: Așezare)         | sat Găneasa, comuna Găneasa       | Vîlcea        | Glina           |            |                                            | Încărcați imagine | Raportați eroare |
| 127073.01.02 (Cod LMI: OT-I-m-B-08506.03) | Situl arheologic de la Găneasa - "Vîlcea" / ansamblu anonim (Categorie: locuire civilă) (Tip: Așezare)         | sat Găneasa, comuna Găneasa       | Vîlcea        | Verbicioara     |            |                                            | Încărcați imagine | Raportați eroare |
| 127073.01.03 (Cod LMI: OT-I-m-B-08506.02) | Situl arheologic de la Găneasa - "Vîlcea" / ansamblu anonim (Categorie: locuire civilă) (Tip: Așezare)         | sat Găneasa, comuna Găneasa       | Vîlcea        |                 |            |                                            | Încărcați imagine | Raportați eroare |
| 127073.01.04 (Cod LMI: OT-I-m-B-08506.01) | Situl arheologic de la Găneasa - "Vîlcea" / ansamblu anonim (Categorie: locuire civilă) (Tip: Așezare)         | sat Găneasa, comuna Găneasa       | Vîlcea        | sec. VI - VII   |            |                                            | Încărcați imagine | Raportați eroare |
| 127073.01.05 (Cod LMI: OT-I-s-B-08506)    | Situl arheologic de la Găneasa - "Vîlcea" / ansamblu anonim (Categorie: locuire civilă) (Tip: Așezare)         | sat Găneasa, comuna Găneasa       | Vîlcea        | Sălcuța         |            |                                            | Încărcați imagine | Raportați eroare |
| 127073.01.06 (Cod LMI: OT-I-s-B-08506)    | Situl arheologic de la Găneasa - "Vîlcea" / ansamblu anonim (Categorie: locuire civilă) (Tip: Așezare)         | sat Găneasa, comuna Găneasa       | Vîlcea        | Coțofeni        |            |                                            | Încărcați imagine | Raportați eroare |
| 127732.01.01 (Cod LMI: OT-I-s-B-08509)    | Așezarea Coțofeni de la Ghimpețeni - "Gioroc" / ansamblu anonim (Categorie: locuire civilă) (Tip: Așezare)     | sat Ghimpețeni, comuna Ghimpețeni | Gioroc        | Coțofeni        |            |                                            | Încărcați imagine | Raportați eroare |
| 125597.01.01 (Cod LMI: OT-I-s-B-08508)    | Așezarea romană de la Gârcov / ansamblu anonim (Categorie: locuire civilă) (Tip: Așezare)                      | sat Gârcov, comuna Gârcov         |               | sec. II - III   |            |                                            | Încărcați imagine | Raportați eroare |
| 130151.01.01 (Cod LMI: OT-I-m-B-08512.02) | Situl arheologic de la Gropșani - "Gura Gurgotei" / ansamblu anonim (Categorie: locuire civilă) (Tip: Așezare) | sat Gropșani, comuna Vulpeni      | Gura Gurgotei | Glina           |            |                                            | Încărcați imagine | Raportați eroare |
| 130151.01.02 (Cod LMI: OT-I-m-B-08512.01) | Situl arheologic de la Gropșani - "Gura Gurgotei" / ansamblu anonim (Categorie: locuire civilă) (Tip: Așezare) | sat Gropșani, comuna Vulpeni      | Gura Gurgotei | sec. VI         |            |                                            | Încărcați imagine | Raportați eroare |
| 129219.01.01                              | Așezarea neolitică de la Grădinile - "La Islaz" / ansamblu anonim (Categorie: așezare) (Tip: așezare)          | sat Grădinile, comuna Grădinile   | La Islaz      | Starčevo - Criș | 1977       | 43°56′42″N 24°24′45″E / 43.945°N 24.4125°E | Încărcați imagine | Raportați eroare |